# Nép

Delacroix ikonikus festménye, A Szabadság vezeti a népet

A nép nagyobb emberi közösség, amit a közös eredet tudata, a közös nyelv és hagyományok fűznek össze. A nép a nemzettel és az etnikummal rokon, de egyikkel sem azonos fogalom. Az ENSZ Alapokmánya rögzíti a népek önrendelkezési jogát.
A nemzetnek a néptől megkülönböztető legfontosabb tulajdonsága a politikai szervezettség. Az etnikumtól pedig a népet főleg a jelentős létszám különbözteti meg, etnikum lehet egész kis embercsoport is.
A nép szó emellett más, politikai összefüggésben jelentheti az anyagi termelésben részt vevő emberek, osztályok és rétegek összességét, eredetileg a parasztságot, eltérően az arisztokráciától, uralkodó osztálytól vagy az „elittől”.
A nép szó továbbá jelentheti egyszerűen emberek egy nagyobb csoportját is, például tüntető tömeget, vagy egy helység lakosságát.

## A fogalom története
A nép politikai fogalma az ókori Rómából származik, és a Római Birodalom egész története során alkalmazott S. P. Q. R., Senatus Populusque Romanus, azaz a szenátus és a római nép kifejezés is tartalmazza. Az ókori görögök hasonló tartalmú fogalma a démosz.
A középkorban a nép fogalma leginkább az emberek csoportjára, valamint a parasztságra vonatkozott. A felvilágosodás idején jelent meg a népszuverenitás eszméje. A francia forradalom idejétől a nép fogalmát a politikai baloldal helyezte előtérbe a hatalmon lévőkkel szemben.
A marxizmus a nép fogalma alatt a kizsákmányolt osztályokat, a munkásosztályt és a parasztságot értette. A nép a történelem igazi szubjektuma: tevékenysége viszi előre a társadalom fejlődését.
A szocializmus idején egyre gyakrabban hivatkoztak a népre, a Szovjetunióban és a kelet-európai szocialista országokban ez mindennapossá vált, és elméletileg a proletárdiktatúrát is a nép uralmának tartották. A demokrácia helyett a „népi demokrácia”, kifejezés vált használatossá, ami tulajdonképpen pleonazmus, mivel a görög eredetű demokrácia szó önmagában is a nép uralmát jelenti, a gyakorlatban pedig ez az államforma a demokrácia nagyfokú korlátozását jelentette. Hasonlóképpen a köztársaság helyébe a „népköztársaság” lépett.
José Ortega y Gasset spanyol egzisztecialista filozófus munkásságában a nép destruktív princípiumként jelenik meg, szerinte a nép fellépése a politikában társadalmi kataklizmákhoz vezet.
A polgári szociológusok és filozófusok nagy része szerint viszont a néptömegek csak arra képesek, hogy vakon kövessék vezetőiket. Az elterjedt elit-elméletek szerint az emberek csoportjai mindig két részre oszlanak: az elitre és a népre (Vilfredo Pareto, Othmar Spann, Oswald Spengler), de Léon Blum francia szocialista politikus is azon a véleményen volt, hogy a nép hatalma egyenlő az inkompetencia hatalmával. Más 20. századi filozófusok ezzel ellentétben azt vallják, hogy a korszakuk a tömegek évszázada, és a nép fékezhetetlen aktivitásáról írnak.
Magyarországon a rendszerváltás és különösen a Nemzeti Együttműködés Rendszerének kikiáltása után a nép szó fogalma, használata a közéletben háttérbe szorult és helyébe mindenhol a nemzetre való hivatkozás került, mint ami magába foglalja a társadalom felső rétegeit is.
A népre való hivatkozás sajátosan álságos, manipulatív módszere a demagógia, valamint a populizmus is.